# Henry Barnard
Henry Barnard (n. 24 ianuarie 1811, Hartford, statul  Connecticut — d. 5 iulie 1900, Hartford, Connecticut) a fost un pedagog american, care a studiat dreptul și a făcut parte din adunarea legislativă a statului natal, Connecticut, ajutând la crearea unui departament de învățământ și la primul institut pentru pregătirea profesorilor.

## Biografie
Împreună cu Horace Mann și-a asumat sarcina de a reforma școlile primare din provincie. A fost un inovator în inspecțiile școlare, în regândirea manualelor și crearea organizațiilor de profesori-părinți. Fiind primul ministru al învățământului (începând cu 1845) din Rhode Island, a depus eforturi pentru mărirea salariilor profesorilor, pentru repararea clădirilor și a obținut fonduri mari pentru educație. În 1885 a participat la înființarea periodicului American Journal of Education. A fost cancelar al Universității din Wisconsin între 1858–1861. În 1867 a devenit primul ministru al învățământului din SUA, înființând o agenție federală menită să adune informațiile din sistemul educațional național.

## Vedeți și
- Henry Barnard House
- Henry Barnard School Arhivat în 8 octombrie 2014, la Wayback Machine.